# Bandera de Arizona
La bandera de Arizona consiste en 13 rayos rojos y dorados en la mitad superior, representando las 13 colonias originales que formaron los Estados Unidos y los colores de la bandera de España, en homenaje a los descubridores españoles que llegaron a estas tierras, como fueron Álvar Núñez Cabeza de Vaca o Francisco Vázquez de Coronado. La mitad inferior es azul oscuro, representando al Río Colorado, y la estrella de cobre en el centro simboliza la industria minera de este Estado.

## Historia

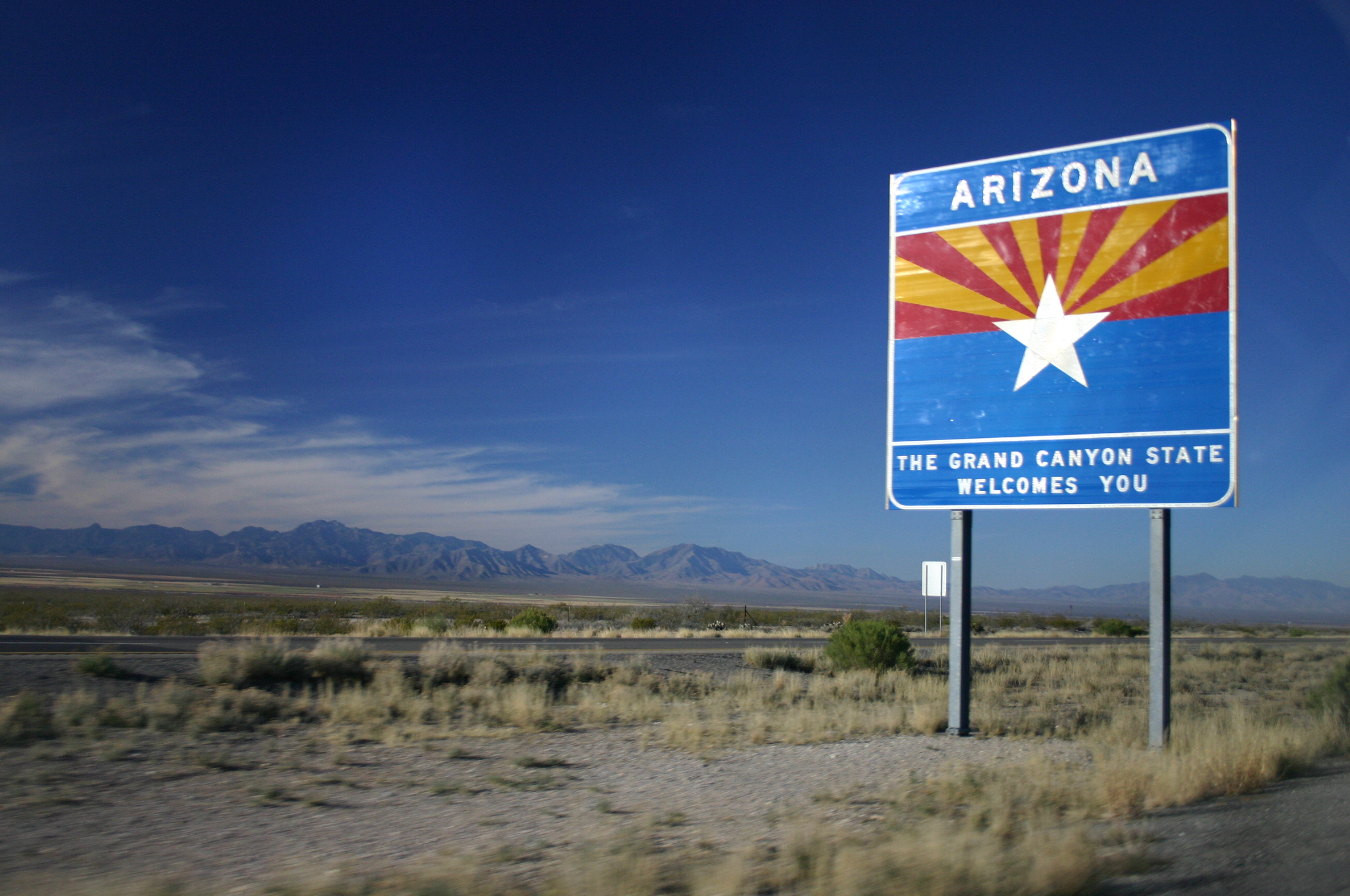
La bandera del estado de Arizona en una señal de bienvenida.

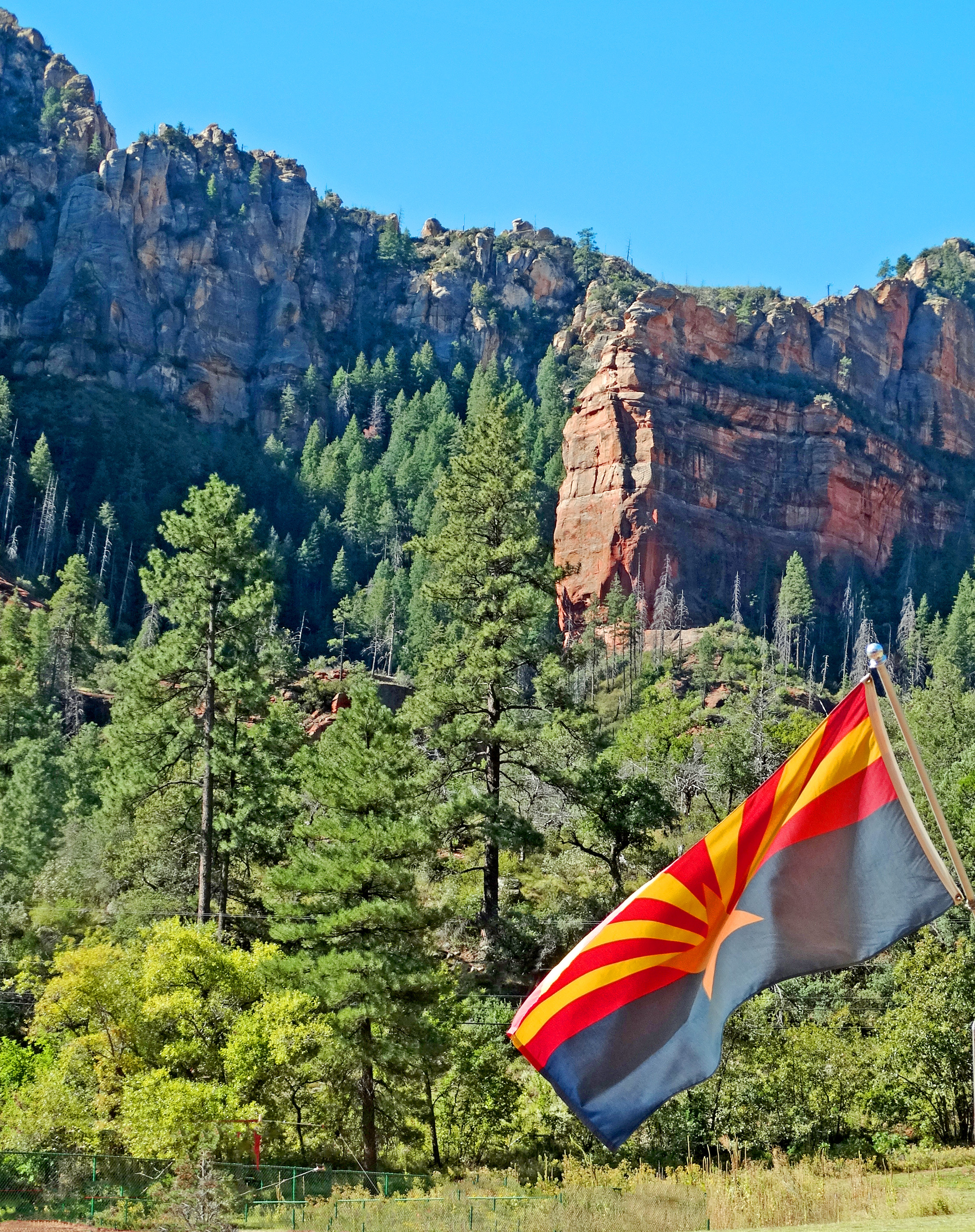
Bandera estatal en el parque estatal Slide Rock, cerca de Sedona, Arizona.

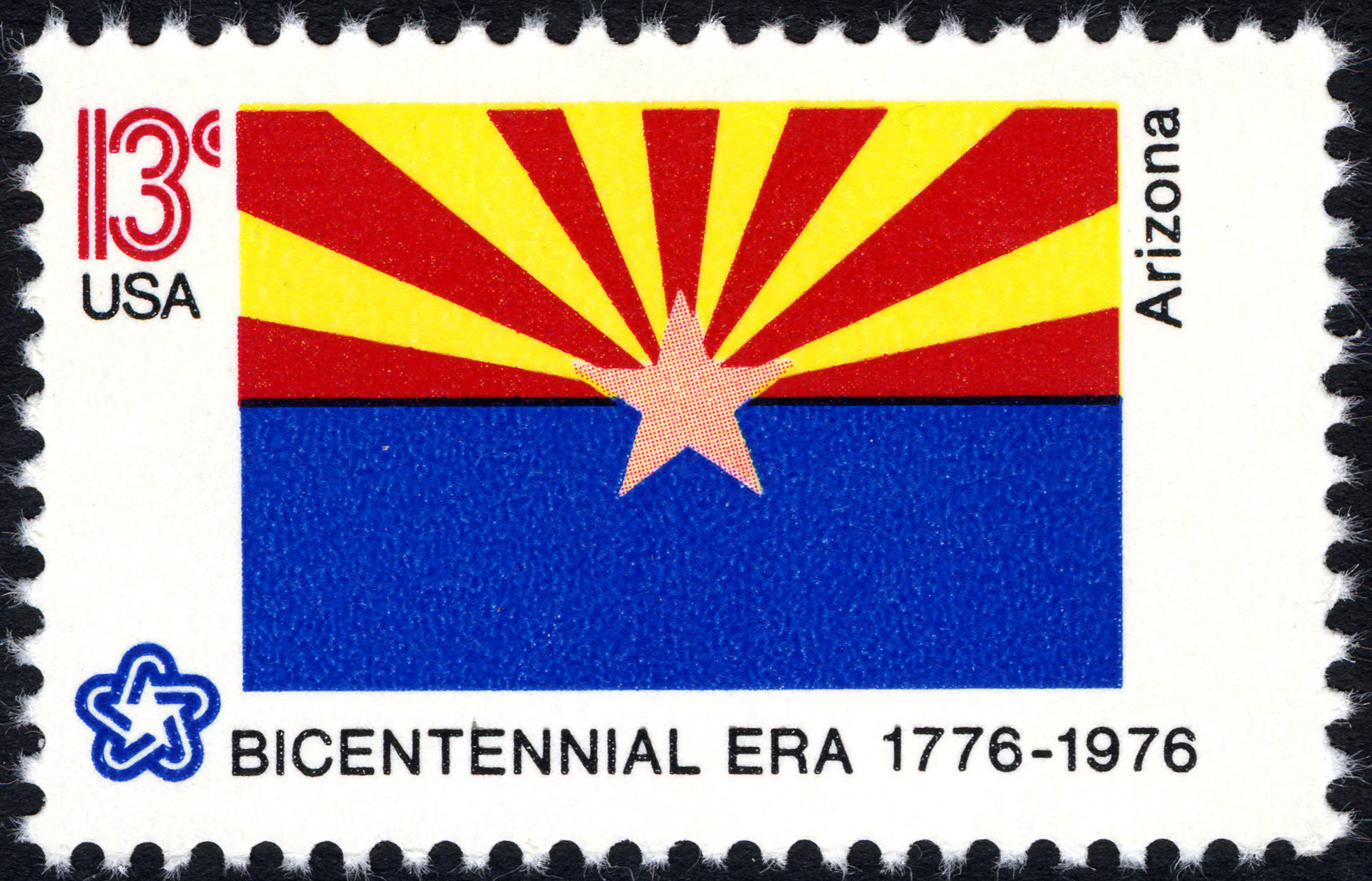
La bandera del estado de Arizona tal como se muestra en la serie de sellos postales del bicentenario de 1976.

El sitio web, el museo y los materiales oficiales del estado de Arizona citan los siguientes orígenes de la bandera de Arizona:

Charles Wilfred Harris, coronel de la Guardia Nacional de Arizona, fue capitán del equipo de fusileros de la unidad en 1910. Durante la competición de fusileros en Camp Perry, Ohio, el equipo de Arizona fue el único sin emblema. El coronel Harris fue el principal responsable de la creación de la bandera del equipo de fusileros que en 1917 se convirtió en la bandera del estado de Arizona. El azul y el dorado son los colores de Arizona. El rojo y el dorado son los colores que lució la expedición de Coronado de 1540 a las Siete Ciudades de Cibola. El azul es "azul libertad", idéntico al color del campo de estrellas de la bandera estadounidense. Dado que Arizona es un estado del oeste, los rayos del sol poniente parecían apropiados. Hay trece rayos que representan las "trece colonias" originales. La gran estrella de cobre identifica a Arizona como el mayor productor de cobre de Estados Unidos.

Aunque a Harris se le atribuye la creación de la bandera del Equipo de Fusileros, varias personas parecen haber desempeñado un papel en el diseño de la primera bandera oficial del estado, incluyendo a Rachael Berry, la primera representante estatal electa de Arizona. WR Stewart de Mesa estaba trabajando en conjunto con Harris, quien era el ayudante general de Arizona y jefe de la Guardia Nacional de Arizona. Stewart, como presidente del Equipo de Fusileros de Mesa, se sintió obligado a diseñar una bandera para la competencia. Según se informa, la esposa de Stewart, Mae, cosió la primera bandera para la competencia a partir de un boceto que había hecho en el reverso de un sobre. Se informó que Carl Hayden, el primer representante de los EE. UU. de Arizona, participó con Harris en el diseño de la primera bandera estatal, y su esposa, Nan Hayden, fue responsable de coser la primera bandera estatal.
Es probable que otras personas también participaran en su concepción, diseño y producción. La versión de Stewart y Harris del origen de la bandera de la competencia se debe a que Stewart dejó caer un poco de tinte de cobre y material blanco en agua hirviendo y el resultado fue el color cobre que ahora se ve en la bandera. Si bien algunas fuentes afirman que se pensaba que el sol naciente de las propuestas anteriores se parecía a la bandera japonesa y, por lo tanto, se cambió a la estrella actual, otras fuentes (incluidos los documentos oficiales del estado) citan la bandera española y la influencia de los primeros exploradores de Arizona, como Álvar Núñez Cabeza de Vaca y Francisco Vázquez de Coronado, mientras buscaban sin éxito la ciudad de oro perdida de Cibola como inspiración para los colores. Sin embargo, estos primeros exploradores nunca usaron la bandera española actual, que es de diseño mucho más reciente (1785).
La bandera fue adoptada el 27 de febrero de 1917 por la 3.ª Legislatura de Arizona. Se convirtió en ley sin la firma del gobernador Thomas Campbell. El gobernador nunca especificó oficialmente sus razones para no tomar ninguna medida sobre el proyecto de ley.
En una encuesta realizada en 2001 por la Asociación Vexilológica de América del Norte, la bandera de Arizona fue identificada como una de las "10 mejores banderas del continente", ocupando el sexto lugar entre 72 banderas de América del Norte por su calidad general de diseño.